# Kramy Bogate w Krakowie

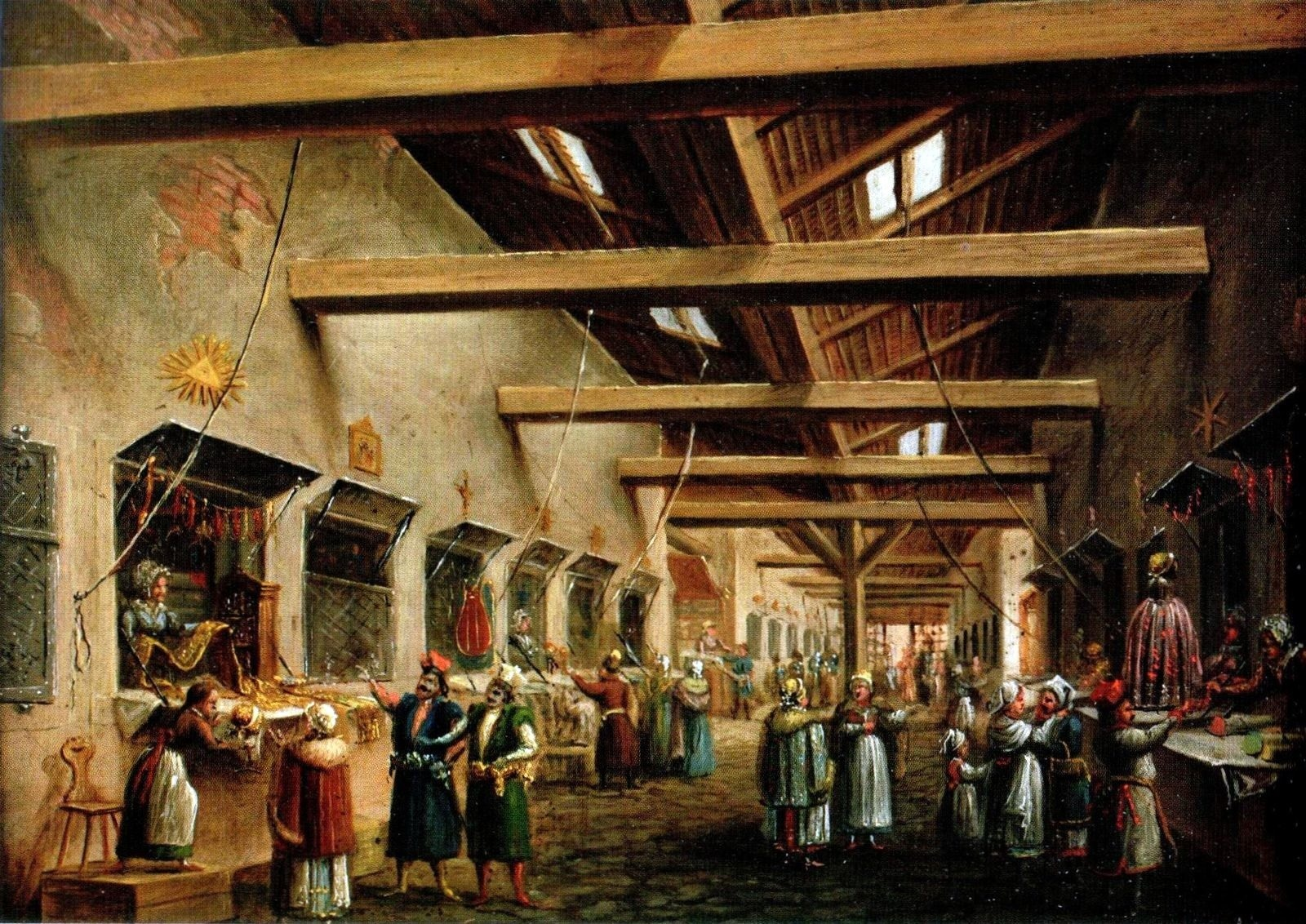
„Wnętrze kramów bogatych”
Obraz Michała Stachowicza ok. 1800

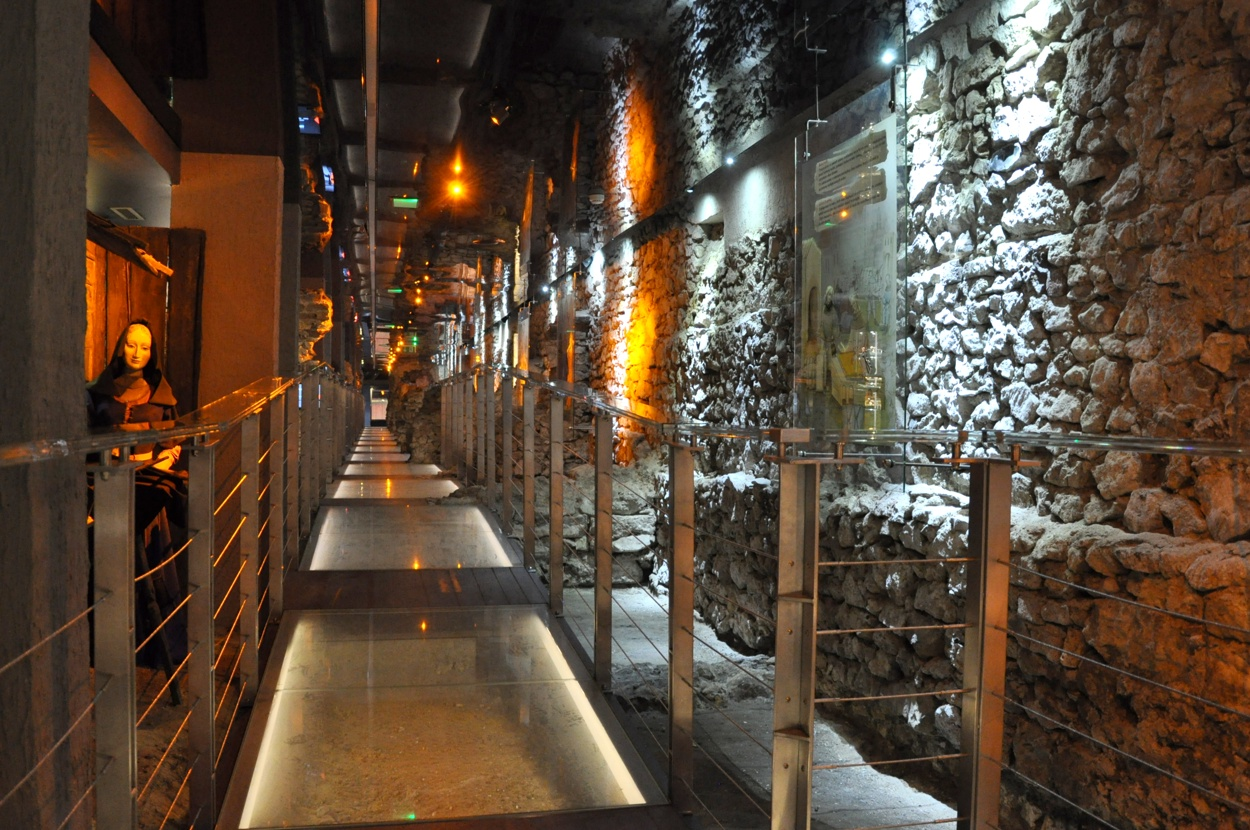
Kramy Bogate w Podziemiach Rynku (2010)

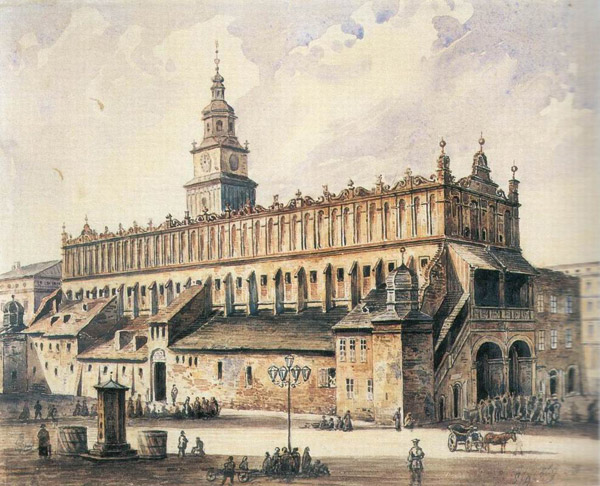
Kramy Bogate od zewnątrz w 1869

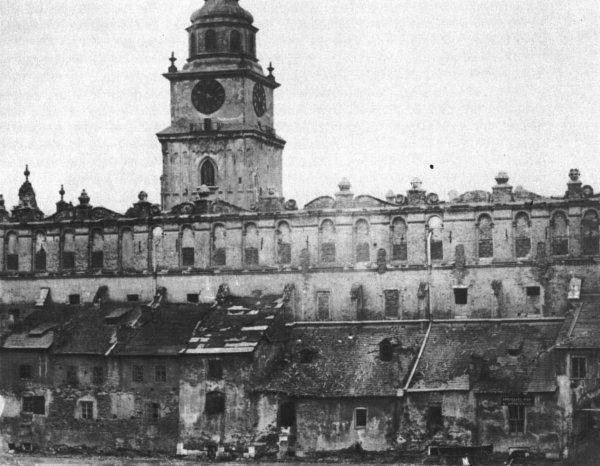
Kramy Bogate w trakcie wyburzania w 1875

Kramy Bogate – zabudowania handlowe niegdyś przylegające od wschodu do krakowskich sukiennic od strony pomnika Adama Mickiewicza. Były to murowane, podpiwniczone pomieszczenia o wymiarach 5 x 2,5 metra. W kramach tych handlowano różnymi towarami luksusowymi. Swoją funkcjonalnością zastąpiły zbudowane w XIII w. Kramy Bolesławowe.

## Historia
Kramy Bogate zostały prawdopodobnie dane miastu przez króla Kazimierza Wielkiego w roku 1358. Wspominane w źródłach w roku 1441 jako „Reychen Cromen” oraz ponownie wspomniane w 1542 roku. Pierwotnie mógł to być budynek drewniany, którego lokalizacja niekoniecznie musiała pokrywać się z położeniem późniejszego obiektu murowanego. Pod koniec XVIII wieku był to parterowy budynek murowany z wysokim spadzistym dachem, ciągnący się wzdłuż wschodniej ściany Sukiennic, równej z nimi długości. Wewnątrz znajdowały się 64 kramy uszeregowane w dwóch rzędach. Sprzedawano tam m.in. drogie materie jedwabne, bławaty, złotogłowy, srebrnogłowy i pasy kontuszowe. 
Kramy Bogate zostały wyburzone w latach 1873–79 przy okazji gruntownej przebudowy Sukiennic. Przed zburzeniem władze miasta wykupiły wszystkie kramy od właścicieli. Przestrzeń po ich wyburzeniu została zagospodarowana na późniejsze podcienia. Pozostałości po fundamentach Kramów Bogatych zostały wyeksponowane w podziemiach rynku.